# Pedro Franqueza
Pedro Franqueza y Esteve (Igualada, 29 de junio de 1547-León, noviembre de 1614), I conde de Villalonga, fue un burócrata español que, con el favor del duque de Lerma, ascendió en la administración de Felipe III hasta acumular las secretarías de los consejos de Aragón, de Castilla, de Inquisición y de Estado y de las juntas de Hacienda de España y Portugal. La utilización que hizo de sus cargos para su enriquecimiento personal motivó que fuera inhabilitado y condenado a prisión perpetua por fraude, cohecho y falsificación.

## Biografía

### Orígenes familiares
Nacido en el seno de una familia acomodada de la hidalguía catalana ya que su padre,  Martín Juan Franqueza, había nacido en Igualada y era familiar del Santo Oficio, mientras que su madre, Luisa Esteve, procedía de Montblanch. Sus tres hermanos varones fueron, Jaime Pablo, el primogénito, que será baile general de Cataluña; Martín Juan, regente de la Tesorería general y magistrado de la Audiencia de Barcelona y Manuel, rector de Sallent y comisario de la Inquisición

### Primeros años en la corte
Franqueza se estableció en Madrid a los 16 años de edad, sentando plaza en el consejo de Aragón, primero como escribano de mandamientos y después como lugarteniente de protonotario. En 1577 contrajo matrimonio con la alcalaína Ana Gabriel y Román, hija de un adinerado familiar de la Inquisición y regidor de Alcalá de Henares, con la que tuvo al menos tres hijos;
este matrimonio le permitiría naturalizarse en Castilla en 1586 y optar a la compra de un cargo de regidor en el concejo de Madrid, por aquel entonces bajo el gobierno del corregidor Luis Gaytán de Ayala.
En 1590 dejó la regiduría para ocupar la secretaría de Valencia en el consejo de Aragón; fue allí donde trabó relación con el entonces virrey de Valencia Francisco de Sandoval y Rojas, a cuya sombra ascendería rápidamente en el escalafón administrativo cuando éste se convirtiera en el valido del siguiente rey Felipe III.

### Ascenso a la sombra del duque de Lerma
Si Felipe II había reinado sin dejarse dominar por intrigas cortesanas y revisando minuciosamente cada aspecto del Imperio español, su hijo Felipe III demostró bien pronto ser su antítesis; tras la muerte del primero en 1598, Sandoval, ya titulado duque de Lerma e instalado como valido del segundo, se convirtió en la mano fuerte que gobernó la monarquía de facto.
A partir de entonces su hechura Franqueza fue acumulando empleos hasta estar presente en casi todos los ramos del gobierno de España:
ofició como secretario de las cortes de Barcelona de 1599, y al año siguiente ocupó los cargos de secretario de estado para los asuntos de Italia, conservador del patrimonio de Italia y de la corona de Aragón, secretario del Consejo Real, del consejo de la Inquisición y de la junta de Hacienda de España y Portugal.
Desde 1602 fue además secretario de la reina Margarita de Austria y secretario del Consejo de Estado en sustitución de Andrés de Prada.
En esas fechas el Consejo estaba compuesto por: 
- el decano Juan de Idiáquez;
- el marqués de Velada Gómez Dávila y Toledo;
- el conde de Chinchón Diego Fernández de Cabrera;
- el duque de Lerma Francisco de Sandoval y Rojas;
- el conde de Miranda Juan de Zúñiga;
- el duque de Alba Antonio Álvarez de Toledo y Beaumont;
- el confesor del rey fray Gaspar de Córdova;
- el arzobispo de Toledo Bernardo de Sandoval y Rojas;
- el conde de Olivares Enrique de Guzmán;
- el duque de Medina Sidonia Alonso Pérez de Guzmán;
- el conde de Mayalde Juan de Borja y Castro;
- el duque de Sessa Antonio Fernández de Córdoba;
- el condestable de Castilla Juan Fernández de Velasco y Tovar;
- el duque del Infantado Juan Hurtado de Mendoza.

El virrey de Portugal Cristóbal de Moura, el arzobispo de Sevilla Fernando Niño de Guevara, el príncipe genovés Juan Doria y el gobernador de Milán Pedro Enríquez de Acevedo también formaban parte del consejo, aunque se encontraban ausentes en sus respectivos destinos. Entre tantas personalidades Franqueza ocupaba el último lugar, ya que por su condición de secretario era sólo un funcionario encargado de las tareas burocráticas y oficialmente sin poder de decisión.
Su ascenso social hasta la nobleza llegó en 1603: tras ingresar en la orden de Montesa y conseguir el hábito de Santiago para su primogénito Martín Valerio, organizó la boda de éste con Catalina de la Cerda, hija del conde de Coruña Bernardino Suárez de Mendoza y sobrina del presidente de Castilla y conde de Miranda Juan de Zúñiga Avellaneda y Bazán. Con motivo de esta boda, Felipe III instituyó para Franqueza el título de conde de Villalonga.
Entre 1603 y 1606 formó parte de la llamada "junta de desempeño general del reino", junto con el duque de Lerma, el conde de Miranda, el presidente de Hacienda Juan de Acuña, el confesor Gaspar de Córdova y el secretario Alonso Ramírez de Prado. La junta tenía por objeto eliminar en un plazo de tres años las desorbitadas deudas contraídas por la hacienda real, para lo cual tenía autoridad para obrar independientemente del consejo de Hacienda.

### Sus tejemanejes
Venal, codicioso y buen conocedor de los entresijos de una administración donde la corrupción era la norma, Franqueza utilizó su situación privilegiada para su enriquecimiento personal, en complicidad con el secretario Ramírez de Prado y con la colaboración de su mujer e hijos: compró a precio reducido, habitualmente por mediación de terceros, numerosas propiedades procedentes de embargos, señalando a los funcionarios comisionados para su venta el precio al que deberían rematarse; fue de esta manera que a lo largo de los años adquirió los señoríos de Corpa, Tielmes, Romancos, Villamarchante, Villalonga, Benimeli, Navajas, Villafranqueza y Berninches, y varias casas en Toledo, Sevilla, Segovia, Granada, Córdoba, Ávila, Guadalajara, Alcalá de Henares y Lisboa, entre ellas la del fallecido embajador toscano Pedro de Médici, que adquirida por la cuarta parte de su valor utilizó como su domicilio en Madrid.
Aceptó sobornos a cambio de su intercesión en la venta de oficios en la administración, títulos nobiliarios, encomiendas, cargos eclesiásticos y militares; en la contratación de asientos y en el arrendamiento de las rentas reales a particulares; recibió dinero de los judeoconversos portugueses que buscaban la manera de establecerse en España sin sufrir la persecución de la inquisición, del concejo de Madrid por influir en el regreso de la corte a esta villa en 1606, de los embajadores europeos destacados en España y de los banqueros genoveses que prestaba a la corona, entre ellos los Fieschi, Spínola, Giustiniani, Carlos Trata y Otavio Centurione.
La junta de desempeño general resultó un completo fracaso: al final del trienio la deuda, lejos de minorarse, se había disparado. Franqueza, pasando por encima del consejo de Hacienda, falseó las cuentas y las presentó ante el rey como un éxito.

### Su detención, proceso y condena
El detonante que propició su caída no está claro: se ha apuntado que los turbios negocios en los que estaban envueltos Franqueza y Ramírez de Prado se descubrieron a raíz de su intervención en un acuerdo económico-matrimonial que el conde de Benavente estaba llevando a cabo para casar a su hijo con una noble napolitana, que Franqueza estuviera involucrado en un intento de asesinato contra el rey, que fuera víctima de alguna maniobra cortesana para acabar con su protector el duque de Lerma o que las denuncias estuvieran motivadas por simple envidia de su rápido ascenso y fortuna.
Los hechos fueron que, por orden secreta de Felipe III, el consejero real Fernando Carrillo llevó a cabo una auditoría en el consejo de Hacienda, de resultas de la cual en diciembre de 1606 el secretario Ramírez de Prado fue detenido y su casa registrada. Temiendo ser descubierto, durante los días siguientes Franqueza se dedicó a destruir la documentación que pudiera involucrarle en los negocios conjuntos con Ramírez, e intentó ocultar su fortuna dispersándola secretamente por diversos puntos de España, mientras seguía con su vida cotidiana. Al mes siguiente Fernando Carrillo y Rodrigo Calderón le detuvieron en su domicilio de Madrid y le enviaron a la prisión de Torrelodones; su familia y criados fueron puestos bajo arresto domiciliario. El mismo día, en el curso de la misma investigación, también fue detenido Pedro Álvarez Pereira, del Consejo de Portugal.
Incautados sus propiedades y documentos, se hallaron en su poder inmuebles, dinero y enseres por valor de más de cinco millones de ducados, una cantidad desorbitada, pues en 1604 sus ingresos se estimaba en 20.000 ducados anuales. Sirva como comparación que por aquellas mismas fechas la parte que el estado tomaba de la flota de Indias importaba entre 1 y 2 millones, e incluyendo éstas, las rentas de la corona no pasaban de 5.200.000 ducados anuales.
Poco después Franqueza fue trasladado a la cárcel de Ocaña, y su familia desterrada a Torrejón de Ardoz.
Los jueces señalados para la causa, Fernando Carrillo por la parte de hacienda y Fernando de Acevedo por la inquisición, presentaron contra él 474 cargos por cohecho, fraude y falsificación.
En un principio el acusado se negó a contestar a los cargos, aduciendo que le habían llevado los documentos necesarios para su defensa, pero el tribunal rechazó devolvérselos; poco después, parte de éstos documentos fue sustraída del despacho del presidente de hacienda, sin que llegara a saberse quién había sido el responsable del robo.
Tras fingirse loco durante un tiempo, Franqueza encargó su defensa a los abogados catalanes Fadrique Cornet y Francisco Mitjavila, que renunciaron a la misma debido a las obstrucciones que el custodio de aquel, Luis de Godoy, llevó a cabo sobre las comunicaciones entre ellos; la defensa quedó entonces a cargo de su yerno Jerónimo Funes Muñoz. El duque de Lerma, que le había estado protegiendo durante más de una década, le abandonó a su suerte, más interesado en que el escándalo no le salpicara que en mantener su antigua amistad.
En 1609 fue condenado al pago de 1.400.000 ducados, suspensión de sus fueros y prisión perpetua. Trasladado a las Torres de León, murió en noviembre de 1614 a los 67 años, tras haber pasado casi ocho años incomunicado.

## Títulos, órdenes y empleos

### Títulos
- 18 de septiembre de 1603: I Conde de Villalonga.[12]

### Órdenes

#### Reino de Aragón
- Orden de Montesa
  - Febrero de 1602:  Caballero.[12][13]
  - Febrero de 1602:  Clavero.[12]
  - Febrero de 1602:  Comendador de Silla.[12][13]

### Empleos
- 20 de abril de 1600: Secretario de Estado.[12]
- 10 de julio de 1600: Secretario del Rey.[12] (Llevando en el mismo la secretaría del Consejo de Italia)
- 1586: Secretario ordinario del Rey.[12]
- Consejo de Aragón
  - Marzo de 1589 - octubre de 1597: Secretario de Valencia.[12]
  - 1585: Protonotario de las Cortes de Aragón.[12]
  - 1573: Escribano de mandamiento.[12]
  - 1571 - 1573: Escribano del registro.[12]

- 1586 - 1590: Regidor de Madrid.[12]